# المحكمة العليا (تونس)
المحكمة العليا (بالفرنسية: Haute Cour)‏ هي هيئة قضائية تونسية تأسست عملا بالفصل 68 من دستور 1959 في 1 يونيو 1959 وألغيت مع دستور 2014 في 10 فبراير 2014.

يتم تأسيس هذه المحكمة للتحقيق في تهمة واحدة وهي الخيانة العظمى التي يقوم بها أحد أعضاء الحكومة التونسية.

كفاءة وتكوين المحكمة العليا والإجراء المعمول به يجب أن يضبطهم القانون.

من بين من وقفوا أمام المحكمة العليا، يوجد أحمد بن صالح في 25 مايو 1970 أين حكم عليه ب10 سنوات أشغال شاقة وكان أحد أعضائها أنذاك البشير زرق العيون.